# Про Рама I
Про Рама, также известен как Реамеа Чунг Прей (кхмер. រាមាជើងព្រៃ) — король Камбоджи (1594—1596). 
Полное тронное имя — Самдач Брихат Рама Джунг Прайя Раджадипати Парама Раджадхираджа Маха Бупати (санскр. Samdach Brhat Rama Jung Praya Rajadipati Parama Rajadhiraja Maha Bupati).

## Биография
Про Рама был дальним родственником короля Четты I.
Во время войны с Сиамом в 1594 году король Камбоджи Сатха I и его сын Чей Четта I бежали из столицы страны — города Ловек. Воспользовавшись ситуацией Про Рама узурпировал трон и перенес столицу в Срейсантор. 
Придя к власти, Про Рама попытался заручиться поддержкой европейцев, взяв к себе на службу отряд испанцев и португальцев под командованием Бласа Руиса и Диого Велозы. 12 апреля 1596 года между европейцами и китайскими моряками вспыхнула ссора, переросшая в уличную драку, в ходе которой погибло около сотни китайцев.
Велозо попросил аудиенции у короля, чтобы оправдаться за поведение своей команды. Про Рама потребовал вернуть все отнятые у китайцев товары, за что был убит вместе со своим сыном в результате штурма королевского дворца португальцами (11—13 мая 1596 года).